# Afromera evae
Afromera evae is een haft uit de familie Ephemeridae. De wetenschappelijke naam van de soort is voor het eerst geldig gepubliceerd in 1979 door McCafferty & Gillies.
De soort komt voor in het Afrotropisch gebied.